# Kanic motýlovitý
Kanic motýlovitý (Caesioperca lepidoptera) je paprskoploutvá ryba z čeledi kanicovití (Serranidae).
Druh byl popsán roku 1801 ichtyologem Johannem Reinholdem Forsterem.

## Popis a výskyt
Maximální délka ryby je 30 cm.
Tělo ryby růžové s černou oválnou skvrnou na boku a modrými znaky kolem očí. Je často zaměňován s kanicem jednoskvrnnným.
Byla nalezena ve vodách východního Indického oceánu a jihozápadního Pacifiku: jižní Austrálie a Nový Zéland. Obývá oblasti nad skalnatými útesy. Tvoří školky v hluboké vodě, kde se živí planktonem.
V noci spí ve štěrbinách mezi kameny.